# 東経71度線
東経71度線（とうけい71どせん）は、本初子午線面から東へ71度の角度を成す経線である。北極点から北極海、アジア、インド洋、南極海、南極大陸を通過して南極点までを結ぶ。
東経71度線は、西経109度線と共に大円を形成する。

## 通過する地域一覧
東経61度線は、北極点から南極点まで南に向かって以下の場所を通っている。
| 地理座標                                             | 国土・領土・領海 | 備考                                                            |
| ---------------------------------------------------- | ---------------- | --------------------------------------------------------------- |
| 北緯90度0分 東経71度0分 / 北緯90.000度 東経71.000度  | 北極海           |                                                                 |
| 北緯81度5分 東経71度0分 / 北緯81.083度 東経71.000度  | カラ海           |                                                                 |
| 北緯73度29分 東経71度0分 / 北緯73.483度 東経71.000度 | ロシア           | ベルイ島                                                        |
| 北緯73度6分 東経71度0分 / 北緯73.100度 東経71.000度  | マリーギナ海峡   |                                                                 |
| 北緯72度53分 東経71度0分 / 北緯72.883度 東経71.000度 | ロシア           | ヤマル半島                                                      |
| 北緯66度32分 東経71度0分 / 北緯66.533度 東経71.000度 | オビ湾           |                                                                 |
| 北緯66度21分 東経71度0分 / 北緯66.350度 東経71.000度 | ロシア           |                                                                 |
| 北緯55度5分 東経71度0分 / 北緯55.083度 東経71.000度  | カザフスタン     |                                                                 |
| 北緯42度30分 東経71度0分 / 北緯42.500度 東経71.000度 | キルギス         |                                                                 |
| 北緯42度16分 東経71度0分 / 北緯42.267度 東経71.000度 | ウズベキスタン   |                                                                 |
| 北緯42度3分 東経71度0分 / 北緯42.050度 東経71.000度  | キルギス         |                                                                 |
| 北緯41度11分 東経71度0分 / 北緯41.183度 東経71.000度 | ウズベキスタン   |                                                                 |
| 北緯40度16分 東経71度0分 / 北緯40.267度 東経71.000度 | キルギス         |                                                                 |
| 北緯39度24分 東経71度0分 / 北緯39.400度 東経71.000度 | タジキスタン     |                                                                 |
| 北緯38度28分 東経71度0分 / 北緯38.467度 東経71.000度 | アフガニスタン   |                                                                 |
| 北緯34度34分 東経71度0分 / 北緯34.567度 東経71.000度 | パキスタン       | 連邦直轄部族地域 - 約9km                                        |
| 北緯34度29分 東経71度0分 / 北緯34.483度 東経71.000度 | アフガニスタン   |                                                                 |
| 北緯34度2分 東経71度0分 / 北緯34.033度 東経71.000度  | パキスタン       | 連邦直轄部族地域 カイバル・パクトゥンクワ州 パンジャーブ州      |
| 北緯27度45分 東経71度0分 / 北緯27.750度 東経71.000度 | インド           | ラージャスターン州                                              |
| 北緯24度50分 東経71度0分 / 北緯24.833度 東経71.000度 | パキスタン       | シンド州                                                        |
| 北緯24度37分 東経71度0分 / 北緯24.617度 東経71.000度 | インド           | グジャラート州                                                  |
| 北緯24度27分 東経71度0分 / 北緯24.450度 東経71.000度 | パキスタン       | シンド州 - 約10km                                               |
| 北緯24度21分 東経71度0分 / 北緯24.350度 東経71.000度 | インド           | グジャラート州 ダマン・ディーウ連邦直轄領 - 約1km               |
| 北緯20度44分 東経71度0分 / 北緯20.733度 東経71.000度 | インド洋         | デンジャー島（英語版）（ イギリス領インド洋地域）のすぐ西を通過 |
| 南緯60度0分 東経71度0分 / 南緯60.000度 東経71.000度  | 南極海           |                                                                 |
| 南緯68度37分 東経71度0分 / 南緯68.617度 東経71.000度 | 南極大陸         | オーストラリア南極領土（ オーストラリアが領有権主張）           |